# Isla Creciente
Isla Creciente är en ö i Mexiko. Den ligger på östra kusten i delstaten Baja California Sur, i den västra delen av landet. Ön är en barriärö och innanför den finns bukten Bahía Almeja och det närmaste samhället Puerto Charley. Isla Creciente tillhör La Paz kommun och dess area är 18,6 kvadratkilometer.